# 임남댐
임남댐(任南 dam, 문화어: 임남언제, 任南堰堤)은 북한강 상류에 있는 조선민주주의인민공화국의 댐이다. 금강산댐이라고도 부르며, 2003년말 완공되었다.

## 건설과정
임남댐의 건설은 북한의 인민경제발전 제3차 7개년 계획(1985~1991)의 일환인 금강산발전소(지금의 안변청년발전소) 건설 계획에 포함되어 1986년 10월 21일부터 시작되었다. 1987년 가배수 터널을 뚫고 1992년 12월 상류의 가물막이 공사를 완공하였으나 북한의 경제난으로 잠시 중단되었다. 1999년 1월 본댐 공사에 본격적으로 돌입하여 2000년 10월 높이 88m, 최대 저수량 9억 1000만㎥ 규모의 1단계 공사를 완공하였다.
하지만 1단계가 완공되기 전인 2000년 4월부터 댐에 물을 채운 데다가 공사를 지나치게 서두른 탓에 2002년 1월 댐 상층부의 균열과 훼손이 발견되었다. 같은해 4월 위성사진을 통해 임남댐이 큰 비에 붕괴될 수 있다는 사실이 드러났다.
착공한지 17년만인 2003년 12월 임남댐은 본댐과 여수로 공사를 완료하여 지금의 규모(높이 121.5m, 너비 710m)를 갖추었다.

## 대한민국의 대응
1987년 2월 전두환 정부는 이 댐이 수공용으로 쓰일 수 있다고 판단하고 임남댐 남쪽에 평화의 댐 1단계 건설을 시작했다. 2002년 9월에 평화의 댐 2단계 공사를 착공, 2005년 10월 완공했다. 2005년 예고 없이 대량의 물이 방류되어 한강 하류지역에서 피해를 입은 일이 있다. 임남댐 건설 이후 한강으로 유입되는 물의 양은 12퍼센트가 줄어들어 한강 하류에 있는 수도권 지역에 물 부족 현상과 환경 문제를 일으키기도 했다.
2018년 9월 문재인 정부에서 금강산댐의 물길을 터서 남북 상생 협력을 도모하는 방안을 추진하기로 했다.

## 같이 보기
- 평화의 댐
- 안변청년발전소

## 참고 자료
- (영어) “S. Korea completes 'Peace Dam' to block flood attack from North”. World Tribune. 2005년 10월 27일. 2016년 3월 3일에 원본 문서에서 보존된 문서. 2017년 11월 1일에 확인함.
- (영어) “Fears over North Korean dam”. BBC News. 2002년 5월 3일.
- (영어) Choe Sang-Hun (2007년 8월 28일). “Peace Dam Still Waits for the Flood That Never Came”. New York Times.